# Яніна Орденжанка
Яніна Орденжанка (пол. Janina Ordężanka; 9 січня 1887, Щипйорно — 24 липня 1981, Краків) — польська акторка театру і кіно.

## Біографія
Дебютувала як акторка театру в 1908 році. Через рік закінчила Гриневецькі драматичні та вокальні курси у Варшаві. До Другої світової війни працювала у варшавських театрах, після війни виступала у театрах Кракова. У 1968 році вийшла на пенсію.
Після війни знялася в кількох фільмах, в тому числі у фільмі «Заборонені пісеньки» (1946, як мати головних героїв — Галини та Романа).
Померла в Кракові. Похована на Раковицькому цвинтарі (секція W-9-26).